# Максимилиан фон Геминген-Гутенберг-Фюрфелд
Максимилиан Рудолф Дитрих фон Геминген-Гутенберг-Фюрфелд (на немски: Maximilian von Gemmingen-Guttenberg-Fürfeld; * 13 декември 1768 във Фюрфелд; † 5 юни 1829 във Фюрфелд в Рапенау) е фрайхер, благородник от стария алемански рицарски род Геминген в Крайхгау в Баден-Вюртемберг от II. линия Геминген-Гутенберг, „1. клон Геминген-Фюрфелд“ (в Рапенау).
Той е вторият син на Йохан Филип Дитрих фон Геминген-Фюрфелд (1729 – 1785) и съпругата му Елеонора Шарлота фон Циленхардт (1742 – 1783), дъщеря на Йохан Фридрих фон Циленхардт и фрайин Анна Юлиана фон Бетендорф.
Максимилиан фон Геминген-Гутенберг-Фюрфелд се жени на 3 април 1797 г. във Вимпфен им Тал за Анна Хенриета Катарина Файс/Щраус (1776 – 1818). Нейната сестра Елизабета Щраус (1777 – 1824) е омъжва на 14 април 1793 г. във Фюрфелд с неговия по-малък брат фрайхер Хайнрих Ото (1771 – 1831).
През ранния 19. век членовете на клон Фюрфед се женят най-вече за не-благородници.

## Фамилия
Максимилиан фон Геминген-Гутенберг-Фюрфелд се жени на 3 април 1797 г. във Вимпфен им Тал за Анна Хенриета Катарина Файс/Щраус (* 18 април 1776, Фюрфелд; † 12 юни 1818, Фюрфелд), дъщеря на Йохан Щраус и Мария Катарина Файс. Те имат един син:
- Хайнрих фон Геминген-Гутенберг-Фюрфелд (* 19 април 1797, Кохендорф; † 22 април 1850, Фюрфелд), женен I. на 17 август 1830 г. във Фюрфелд с Кристина Филипина Маргарета Щехер (* 17 септември 1790, Бонфелд; † 28 юли 1829, Бонфелд), II. на 17 август 1830 г. във Фюрфелд със Сузанна Щехер (* 2 януари 1803, Бонфелд; † 28 февруари 1840, Фюрфелд), III. на 16 февруари 1841 г. във Фюрфелд с Паулина Геслер (* 12 февруари 1819, Вайкерс хайм; † 29 януари 1887, Байлщайн) и има с нея един син:
  - Рудолф Алберт фон Геминген-Гутенберг-Фюрфелд (* 4 декември 1846, Фюрфелд; † 15 ноември 1917, Манхайм)